# Китинг, Доминик
Доминик Китинг (англ. Dominic Keating, род. 1 июля 1962 года) — Британский актёр и режиссёр, известный ролью лейтенанта Малкольма Рида в научно-фантастическом сериале «Звёздный путь: Энтерпрайз».

## Биография
Доминик Китинг родился в городе Лестер, Великобритания. Его отец — ирландец, мать — англичанка. Дедушка был бригадиром и получил Орден Британской империи от короля Георга VI.
Первым выступлением стала роль калеки в постановке «The Ragged School» в начальной школе. Затем продолжил обучение в школе Аппингейма, Рутланд, Англия.
Поступив в Университетский колледж Лондона на факультет истории, Китинг продолжал принимать участие в театральных постановках. После окончания колледжа, получив степень бакалавра исторических наук, он перепробовал много различных работ, пока не решил стать профессиональным актером.
В данное время живет в Лос-Анджелесе. Его увлечения: гольф, теннис, музыка, чтение.

## Карьера
До прихода в кинематограф Доминик Китинг имел удачную карьеру в театре. Его самыми известными театральными работами были роль Космо в постановке пьесы Филипа Ридли «The Pitchfork Disney» и роль Брайана в спектакле по пьеса Майкла Волла «Among Barbarians», за которую он был награждён примией Mobil Award.
Доминик Китинг появлялся в таких сериалах как «Чисто английское убийство», «Инспектор Морс», «Полтергейст: Наследие», «Баффи — истребительница вампиров» и др. Первой американской ролью Китинга стала роль Маллоса в сериале «Бессмертный». Одной из его самых знаменитых ролей является роль лейтенанта Малкольма Рида в телевизионном сериале «Звёздный путь: Энтерпрайз».
Доминик Китинг принял участие в фильмах «Из джунглей в джунгли», «Что я сделал ради любви», «Теория автора». Первой заметной ролью была роль Стива в фильме «Знак Голливуда». Также Доминик Китинг принял участие в фильме Роберта Земекиса «Беовульф».
Доминик Китинг сыграл брата Шерлока Холмса в фильме «Угроза из прошлого».

## Личная жизнь
Доминик Китинг помолвлен с актрисой Там Нгуен, с которой познакомился на съемках фильма «Нинонг»

## Фильмография

### Телесериалы
| Год              | Сериал                              | Оригинальное название    | Количество эпизодов | Роль                                   |
| ---------------- | ----------------------------------- | ------------------------ | ------------------- | -------------------------------------- |
| 1989 — 1993      | Дезмонды                            | Desmond’s                | 36                  | Тони                                   |
| 1989, 1990, 1992 | Чисто английское убийство           | The Bill                 | 3                   | Друг № 2; Патрик Литтон; Эндрю Дженсен |
| 1990             | Катастрофа                          | Casualty                 | 1                   | Ян Тилсли                              |
| 1992             | Инспектор Морс                      | Inspector Morse          | 1                   | Мюррей Стоун                           |
| 1998             | Полтергейст: Наследие               | Poltergeist: The Legacy  | 1                   | Брайан/Джейсон Креншоу                 |
| 1999             | Баффи — истребительница вампиров    | Buffy the Vampire Slayer | 1                   | Блэр                                   |
| 1999-2000        | Добро против зла                    | Good vs Evil             | 2                   | Томек Валенски; Сергей Драскович       |
| 2000-2001        | Бессмертный                         | The Immortal             | 6                   | Маллос                                 |
| 2001             | Охотники за нечистью                | Special Unit 2           | 1                   | доктор Харлан Эденс                    |
| 2001-2005        | Звёздный путь: Энтерпрайз           | Star Trek: Enterprise    | 98                  | лейтенант Малкольм Рид                 |
| 2002             | Ослепительный блеск                 | chromiumblue.com         | 8                   | Оуэн                                   |
| 2006             | Лас-Вегас                           | Las Vegas                | 1                   | Энтони Демби                           |
| 2007             | Герои                               | Heroes                   | 4                   | Уилл                                   |
| 2007             | Побег                               | Prison Break             | 2                   | Эндрю Тайг                             |
| 2010             | C.S.I.: Место преступления Нью-Йорк | CSI: NY                  | 1                   | Руфус Нокс                             |
| 2010             | Дети анархии                        | Sons of Anarchy          | 2                   | Лютер                                  |

### Фильмы
| Год  | Фильм                   | Оригинальное название  | Роль              |
| ---- | ----------------------- | ---------------------- | ----------------- |
| 1997 | Из джунглей в джунгли   | Jungle 2 Jungle        | Ян                |
| 1998 | Что я сделал ради любви | Folle d’elle           | Крис              |
| 1999 | Теория автора           | The Auteur Theory      | Льюис Рагглесворф |
| 2001 | Знак Голливуда          | The Hollywood Sign     | Стив              |
| 2003 | Источник наслаждений    | Chromiumblue.com       | Оуэн              |
| 2006 |                         | Hollywood Kills        | Фрэнсис Фенвэй    |
| 2007 |                         | Certifiably Jonathan   | Николас ДеБур     |
| 2007 |                         | The Attackmen          | тренер            |
| 2007 | Особь: Пробуждение      | Species: The Awakening | Форбс МакГваер    |
| 2007 | Беовульф                | Beowulf                | Каин              |
| 2009 |                         | The Ninong             | Нинонг            |
| 2009 | Угроза из прошлого      | Sherlock Holmes        | Торпе Холмс       |

## Награды
- Mobil Award за роль Космо в постановке Майкла Волла «Amongst Barbarians»[1]
- премия «Лучший актёр» за роль Брайана в постановке Фила Ридли «The Pitchfork Disney»[1]

### Англоязычные ресурсы
- Официальный сайт Доминика Китинга
- Фильмография Доминика Китинга на IMDb.com Архивная копия от 21 июня 2014 на Wayback Machine
- Биография Доминика Китинга

### Русскоязычные ресурсы
- Фильмография Доминика Катинга на Кинопоиск.ru Архивная копия от 31 мая 2012 на Wayback Machine